# A-Blogger
A-Blogger oder Alpha-Blogger ist ein in den Jahren nach der Jahrtausendwende geprägter Begriff, der die gesteigerte Reichweite einzelner Blogger bezeichnen sollte. Er wurde analog zum Terminus „Alphatier“ gebildet. Der Begriff wurde kaum übernommen und konnte sich nicht etablieren. 
Grundsätzlich lassen sich ihm allgemeine Eigenschaften eines Meinungsführers zuordnen, hochfrequentierte Blogs erfüllen unter Umständen die Funktion eines Gatekeepers. Reichweite und Einfluss von Blogs allgemein lassen sich beispielsweise anhand der Besucher (Unique Visit oder Page Impression), der Rückverweise oder Finanzkennzahlen messen.